# Lambertus Landman
Lambertus Gerardus Landman (Drachten, 10 augustus 1909 – Naarden, 21 juni 1991) was een Nederlandse ondernemer en pacifist.
Bert Landman werd geboren in Drachten als zoon van herbergier Wietze Landman. Nadat hij twintig jaar lang directeur van een fabriekje in Groningen was geweest vestigde hij zich in Amsterdam.

## Fabrikant
Aan de Rijksweg tussen Naarden en Muiderberg is vanaf de A1 een opvallende ronde toren te zien. De hoge witte toren is een markant gebouw in het vlakke landschap. Deze oude sproeitoren met het uiterlijk van een pilaar met ruitjes werd in 1936 gebouwd als zeepfabriek 'De Toren' voor jonkheer E. van Suchteren. De witte kolom was het belangrijkste element van de zeepfabriek. Boven in de sproeitoren, ook wel 'verstuivingstoren' genoemd, werd een mengsel van zeep en water gesproeid. Vanaf de onderzijde werd tegelijkertijd hete lucht omhoog geblazen. Halverwege de toren verdampte het water uit het zeepmengsel om vervolgens in de vorm van zeepvlokken naar beneden te dwarrelen. De productie van zeepvlokken was geen succes en de productie werd dan ook na twee decennia gestaakt.

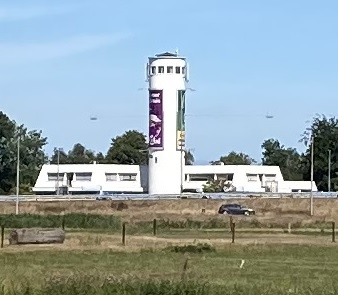
De toren aan de A1 is te zien vanaf het Naardermeer

In 1956 werd de lege zeepfabriek verkocht aan Lambertus Landman die het machinepark en het metaal uit de toren sloopte. Vervolgens startte hij een bedrijf in geneesmiddelen die zonder recept verkrijgbaar waren: het zelf ontdekte hoestmiddel Pactolan en Knoflox. Op het dak van de N.V. Chemische Industrie De Toren plaatst hij de in neonletters de slogan 'Jong door Knoflox'.

## Nederland Ontwaakt!
De opvallende felle reclameletters konden in de ogen van zakenman Landman ook prima gebruikt worden voor zijn pacifistische boodschap. Als overtuigd pacifist liet hij, net onder de dakrand van de zeeptoren, op de witte gevel de neontekst Nederland Ontwapent! aanbrengen. Onder de tekst stond de productnamen van zijn uitvindingen. Op 20 juli 1965 volgde de onthulling van de tekst in hemelsblauwe letters van bijna anderhalve meter hoog. De plaatsingskosten bedroegen 7.000 gulden.
De neonletters waren een protest tegen het massaal afslachten van de mensen door het vallen van de atoombom. Niet dat Nederland direct moest ontwapenen, want dan zou hij de -T wel hebben weggelaten. Nederland zou in zijn ogen vroeg of laat ontwapenen, goedschiks of kwaadschiks.
Landman trok daarmee landelijke aandacht en werd gevraagd om lid te worden van de Pacifistisch Socialistische Partij (PSP). Hij wenste zich niet te binden aan partijen. Hij bleef een privéstrijd voeren tegen wapens en geweld.

## Rechtszaken
Op 19 juli 1965 meldde een agent in zijn dagrapport: "Op de zeeptoren a/d Rijksweg, is in grote blauw verlichte letters aangebracht de woorden ‘Nederland Ontwapent’. Het komt ons voor dat dit niets met bedrijfsreclame van doen heeft. Kan er tegen de eigenaar van ’t bedrijf worden opgetreden op grond van prov. verordeningen of is hiervoor toestemming verleend?". Voor reclame-uitingen buiten de bebouwde kom diende toestemming te worden gevraagd bij de provincie. Aan het verzoek om de letters van zijn propaganda voor ontwapening 's avonds niet te laten branden wilde Landman niet voldoen. Als producent van hoestdrank Pactolan' en Knoflox vroeg hij met zijn pacifistische actie doelbewust om aandacht.
Twee maanden later werd door hem nog een kruis in witte neonletters op de toren geplaatst. De verwijzing naar het Christus wees hij af, want hij was noch aan een godsdienstige groepering, noch aan enige politieke partij gebonden. Het kruis stond symbool voor de uitspraak van Christus: 'Hebt u naaste lief als uzelf'.
De provincie Noord-Holland vond de mededeling ontsierend voor de omgeving. Ze beriep zich op de verordening Landschapsschoon Noord-Holland, die dergelijke propagandistische uitingen buiten de bebouwde kom verbood, 'tenzij een ontheffing is verleend of er verkiezingen in aantocht zijn'. Ook zou de tekst het verkeer op de oude rijksweg te zeer afleiden, hoewel Landman uit het oogpunt van verkeersveiligheid expres blauw en niet rood of groen als neonkleur had gekozen.
Eind 1965 werd Landman door de Hilversumse kantonrechter veroordeeld tot 25 gulden boete, of vijf dagen hechtenis.  De Amsterdamse rechtbank zou deze boete in 1966 bevestigen. Later zou de hoogste aanklager van Nederland, de advocaat-generaal, bij de Hoge Raad tot de conclusie komen dat de in het oog lopende actie op de toren bij Naarden niet strafbaar gesteld kon worden en dat fabrieksdirecteur Landman van strafvervolging moest worden ontslagen.

## Vrijspraak
Landman beriep zich in rechtszaken op vrijheid van meningsuiting. Het aanbrengen van neonletters hetzelfde was niet anders dan geschreven of gedrukt teksten waarvoor ook geen toestemming vooraf vereist was. Op 24 januari 1967 verklaarde de Hoge Raad dat Landmans recht op vrijheid van meningsuiting prevaleerde boven het recht van de staat om het landschap te conserveren. De Hoge Raad bepaalde dan ook dat er geen strafbaar feit was gepleegd omdat vrijheid van drukpers boven bescherming van het landschap ging.
Landman is geen enkele keer veroordeeld, maar zijn verdediging kostte hem wel zijn gehele privékapitaal.
Een jaar na de uitspraak van de Hoge Raad stond in fel geel even groot aan de andere kant NATO gevaar. De tekst maakte in 1970 plaats voor Landmans merknaam: Hoest? Pactolan!.

## Atelier
De bovenste verdieping van de toren werd door Lanman als opslagruimte gebruikt. Daar had hij zijn atelier, dat uitzicht gaf op het IJsselmeer. Hij schilderde vooral landschappen. Na zijn scheiding in 1969 van Jantje Nicolai trouwde hij met A.K. Karres.

## Brochures
De idealistische Landman schreef enkele brochures, die hij zelf bekostigde. Zijn eerste, vier pagina’s tellende brochure Het is voorbij, over de problemen van ontwapening verscheen in april 1965 in een oplage van tienduizend stuks. Hij ondertekende de brochure onder de schuilnaam Eduard (E.) Eling als verwijzing naar ‘Enkeling’.